# Cesare Volpato
Cesare Volpato (Milano, 10 agosto 1937) è un ex cestista italiano.

## Carriera
Ha militato nell'Olimpia Milano nel corso degli anni cinquanta e sessanta; con la società milanese ha vinto sei campionati: 1956-57, 1957-58, 1958-59, 1959-60, 1961-62 e 1962-63.
Con la Nazionale ha esordito nel 1955 e ha disputato gli Europei 1957 e 1959. Vanta 35 presenze in maglia azzurra, con 137 punti realizzati.

## Palmarès
- Campionato italiano: 6

Olimpia Milano: 1956-57, 1957-58, 1958-59, 1959-60, 1961-62, 1962-63